# 陣形

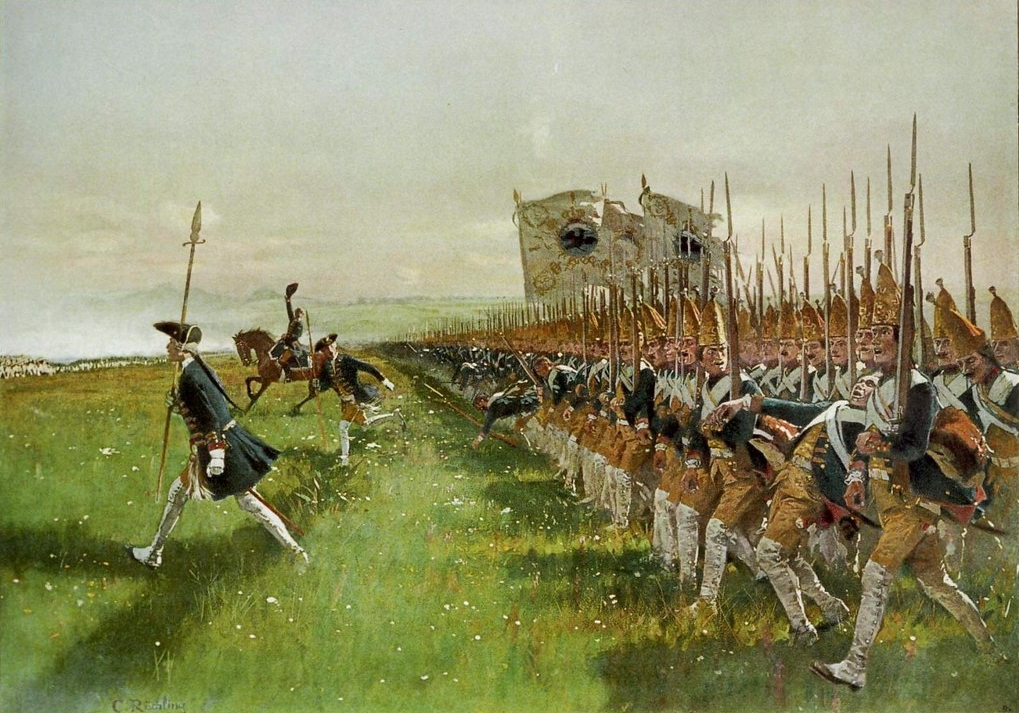
横隊は古代には教練陣形として確立された基本的な陣形の一つであり、18世紀においても地上戦闘で歩兵部隊は2-3列横隊に展開して戦闘を行っていた。正面に対して広く展開することで火力を最大限に発揮し、敵が側背を包囲することを妨げる。

陣形（じんけい tactical formation）とは、戦闘において安全を確保し、柔軟かつ迅速な対応を可能にし、戦闘力を最大限に発揮するための人員と装備の類型化を目論んだ配置である。

## 概要
陣形は戦闘での部隊の展開を決める重要な戦術的な問題であった。陣形は部隊の規律を高めることで人員の孤立と部隊の混乱を回避し、部隊に対する通信と指揮統制を確実にさせ、そして部隊の戦闘力を集中させるために欠かせない措置であった。陣形の基本的な形態として部隊単位の縦隊や横隊という教練陣形(drill formation)があり、これらは行軍や式典でも使用することができる。これは陣形転換が容易であるだけでなく、迅速かつ適確に部隊を前進させる上で優れた陣形である。さらに教練陣形の訓練を通じて部隊の規律を強化し、より複雑な陣形への転換を行うための基礎とすることができる。古代から中世において陸軍は槍や盾を装備した歩兵部隊や騎兵部隊、弓矢を装備した部隊を密集した隊形で運用していた。近代になって火器の性能が大幅に向上するとともに密集する隊形に代わって散兵の戦闘隊形が主流となっていった。海軍や空軍においては現代でも陣形が使用されており、艦艇や航空機を効率的に配置して運用するために戦闘陣が採用されている。

## 日本の代表的陣形

武田八陣形

日本では中国の八陣図が古くから知られ、平安時代に大江維時により魚鱗、鶴翼、雁行、彎月（偃月）、鋒矢、衡軛、長蛇、方円という和名が作られた。古代中国の八陣については風后により作られ孫子や呉起、諸葛孔明などに利用されたと多くの史料が伝承しているものの、その実体は明らかでなく、後世の史家や兵家、好事家らが想像し推測したものが残されているのみである。また意味する内容が戦術なのか構築陣地の建設法なのか、軍団の配備なのか要塞群の配置なのか明確にできない点がある。
横陣（おうじん）
部隊を横一列に並べる。もっとも基本的な陣形。大陸平野での横陣同士の会戦は（互いに）もっとも遊軍が少ないが、縦隊などで戦線突破されれば左右の伝令が分断され各個撃破されやすい。また局所に攻撃が集中すれば他の戦列すべてが遊軍となる。一般には馬防柵や塹壕、防塁といった地形や野戦築城などを利用する。
魚鱗（ぎょりん）
中心が前方に張り出し両翼が後退した陣形。「△」の形に兵を配する。底辺の中心に大将を配置して、そちらを後ろ側として敵に対する。戦端が狭く遊軍が多くなり、また後方からの奇襲を想定しないため駆動の多い大陸平野の大会戦には適さないが、山岳や森林、河川などの地形要素が多い日本では戦国時代によく使われた。その場合でも、全兵力を完全に一枚の密集陣に編集するのではなく、数百人単位の横隊（密集陣）を単位として編集することで、個別の駆動性を維持したまま全体としての堅牢性を確保する。そのため、戦域全体では多数の「△」形の小陣形が配置される格好となることから、魚鱗（うろこ）と呼ばれる。
多くの兵が散らずに局部の戦闘に参加できるため統制が崩れにくく、また一陣が壊滅しても次陣がすぐに繰り出せるため消耗戦に強い。一方で横隊を要素とした集合のため、両側面や後方から攻撃を受けると混乱が生じやすく弱い面もある。また単一陣形あたりの兵力が小さいため包囲されやすく、複数の敵に囲まれた状態のときには用いない。特に敵より少数兵力の場合正面突破に有効である。対陣のさいには前方からの防衛に強いだけでなく、部隊内・部隊間での情報伝達が比較的容易なので駆動にも適する。
実戦では、武田信玄が三方ヶ原の戦いに於いてこの陣形で徳川家康と戦闘し、これを討ち破っている。家康は後の関ヶ原の戦いで西軍の鶴翼に魚鱗をもって対峙した。
鶴翼（かくよく）
両翼を前方に張り出し、「V」の形を取る陣形。魚鱗の陣と並んで非常によく使われた陣形である。中心に大将を配置し、敵が両翼の間に入ってくると同時にそれを閉じることで包囲・殲滅するのが目的。ただし、敵にとっては中心に守備が少なく大将を攻めやすいため、両翼の部隊が包囲するまで中軍が持ち堪えなくてはならないというリスクも孕んでいる。そこで中央部本陣を厚くし、三日月型あるいはY字型に編成する型がある。完勝するか完敗するかの極端な結果になりやすいため、相手より兵数で劣っているときには通常用いられない。こちらの隙も多く、相手が小兵力でも複数の方向から攻めてくる恐れのある場合には不利になる。単純な横隊と同様、左右両翼など指揮官や他部隊から距離の遠い位置では（とくに自軍が大兵力の場合は）部隊間のコミュニケーションが比較的取りにくいため、予定外の状況への柔軟な対応には適さない。
実戦では、徳川家康が三方ヶ原の戦いにおいてこの陣形で武田信玄と戦闘し、惨敗している。第四次川中島の戦いでは、車掛の陣形で襲い掛かる上杉謙信の軍勢を、武田信玄の本隊は鶴翼の陣形で、別働隊が帰ってくるまでの間を凌いだ。
偃月（えんげつ）
鶴翼とは反対に中軍が前にでて両翼を下げた「Λ」の形に配置する。大将が先頭となって敵に切り込むため士気も高く、馬廻りの精鋭も開幕から最前線で戦うので攻撃力も高い。しかしそれだけ大将や上級将兵が早期に戦死傷するリスクも上がる。また大将の付近が常に戦闘中になるため、指揮官を含む本陣が両翼へ指示を出す余裕がなくなることも多い。敵の横隊を精鋭で突破し戦列を分断するなど彼我の陣形駆動を前提としており、司令部が臨機応変に指示を出しながら比較的小規模な部隊や練度の低い部隊を直接指揮するときに用いられる。
鋒矢（ほうし）
「↑」の形に兵を配する。矢印の後部に大将を配置し、そちらを後ろ側として敵に対する。長所と短所、どちらも魚鱗の陣をより特化した物である。強力な突破力を持つ反面、一度側面に回られ、包囲されると非常に脆い。縦横あらゆる角度から偵察されても兵を多く見せることができ、敵陣の傷口を押し広げる格好となることから、寡兵でも正面突破に有効である。陣形全体が前方に突出し、主戦場が本陣（司令部）よりつねに前方を駆けてゆくため、前線と後方部隊間のコミュニケーションは期待できず柔軟な駆動にはまったく適さない。また、陣の前方が重厚な敵部隊陣形により阻止されれば後方の部隊は遊兵となり、前方部隊の壊滅による兵の士気低下が逃走や同士討ちなどの混乱をもたらす危険もある。そのため先頭は非常に危険であり、勇猛かつ冷静な部隊長が必須であるとされる。
実戦では島津家の軍（大将複数）が関ヶ原の戦いにおいて退却時にこの陣形で井伊直政、本多忠勝、松平忠吉と戦闘し、殿軍の島津豊久を失いながらも忠勝を落馬させ直政と忠吉を負傷させ、退却に成功している。
方円（ほうえん）
大将を中心として円を描くように兵で囲む陣形。全方位からの敵の奇襲に対処できる防御的な陣形。正面付近を除いて各隊の進撃方向が揃っていないため、移動には適しておらずその場に留まって敵軍を迎え撃つ形となる。人数が分散するため、局所的な攻撃に長時間対応するには適しておらず、ある一方向から強力な打撃を受けた場合には直ぐに別の陣形に移して戦闘する必要がある。機動力に欠けるため、こちらから攻撃する場合には用いない。
長蛇（ちょうだ）
兵を隊ごとにほぼ一列に並べる陣形。縦方向に敵陣を突破する場合には、非常に有力な陣形である。ただし横方向からの攻撃に全く対応できないため、谷などの特殊な地形でのみ用いる。また、敵が正面以外の位置にいるときには攻撃を容易に避けられてしまうので、見通しがよく動き回りやすい大平原での野戦では不利である。意図してこの陣形を構えるのではなく、地形的理由などでやむなくこの形になったと言う方が適切である。
衡軛（こうやく）
段違いにした二列縦隊。敵の動きを拘束し、包囲殲滅することを目的とした。山岳戦などで用いられた。
雁行（がんこう）
長蛇の場合よりも横幅を太くした列にし、少しずつ隊を斜めにした格好で構えた陣形。列の真中あたりに大将を配置することが多いが、敵の位置による。この場合は縦方向に相手に積極的に突撃することはなく、味方の後詰があるときにのみ先鋒部隊が用いる。後詰が休息しているときに、即戦力として敵と対峙する役目もある。完全な直列縦隊に比べると前後方向の厚さが薄くなるため消耗戦には比較的弱く、長時間の戦闘では不利となる。そのためあくまで増援部隊の来着を前提とした構えである。
車掛（くるまかり、くるまがかりとも）
先に出撃した部隊が後退し、替わりに新手が出撃するという、次々に部隊ごとに攻めては退く戦法ないし陣形。越後でよく採用された陣形で、寒い冬季における合戦の際、移動し続けることで兵士の体を温める必要性から生まれたという。大将を中心に、その周囲を各部隊が円陣を組み、車輪が回転するように入れ代わり立ち代わり各部隊が攻めては退く一撃離脱戦法、というのが有力説。ただし江戸時代の創作とも言われる。

## その他の陣形
- 握奇陣

## 備考
- 魚鱗・鶴翼の陣に関しては、『保元物語』「白河殿攻め落とす事」において、記述が見られるが、実際は、半井本や金刀比羅本といった古写本においては見られない記事であり、後代によって加筆された可能性がある[4]。
- 中国における陣形に関する思想を示した記述として、『春秋穀梁伝』には、「善陣はむやみに戦わず、善戦はやたら死なず」とある。
- ミケーネ時代の戦争はホメーロスからも、王城をめぐる攻防戦であったが（後述書）、社会基盤が農業に置かれ、農地が経済的価値の源泉となった古代ギリシアでは、農地をめぐる攻防戦へと変化した（後述書 p.42）。ギリシアの農地は多くの場合、周囲を山で囲まれ、平地が広くない風土であり、こうした地形で農地を守るために編み出された武装と戦術が重装歩兵による「密集陣形」であり（後述書 p.42）、初期の重装歩兵制は紀元前8世紀から1世紀まで続く。方陣で重要だったのは高価な武具をそろえられる貴族間の団結であった（弓削達 『地中海世界 新書西洋史2』 講談社現代新書 1973年 p.43）。

## 西欧での陣形の歴史
古代の戦闘形態は不明な点が多く、古代の文献をもとに、発掘された遺物や壁画、武器や壺の絵などから想像されたものが中心となる。アリストテレス『政治学』には、当初は騎兵が軍事力において卓越していたので国制は貴族制であったが、その後、重装歩兵が国家の戦力の中心になると民主政となったとする。考古学の観点ではそれ以前にヒッタイトやエジプトではチャリオット（戦闘馬車）が使用されていたことが知られており、戦闘馬車は騎兵戦力に駆逐され、やがて騎兵が重装歩兵に駆逐され古代民主政国家が成立したと見られている。

### 陸軍における陣形

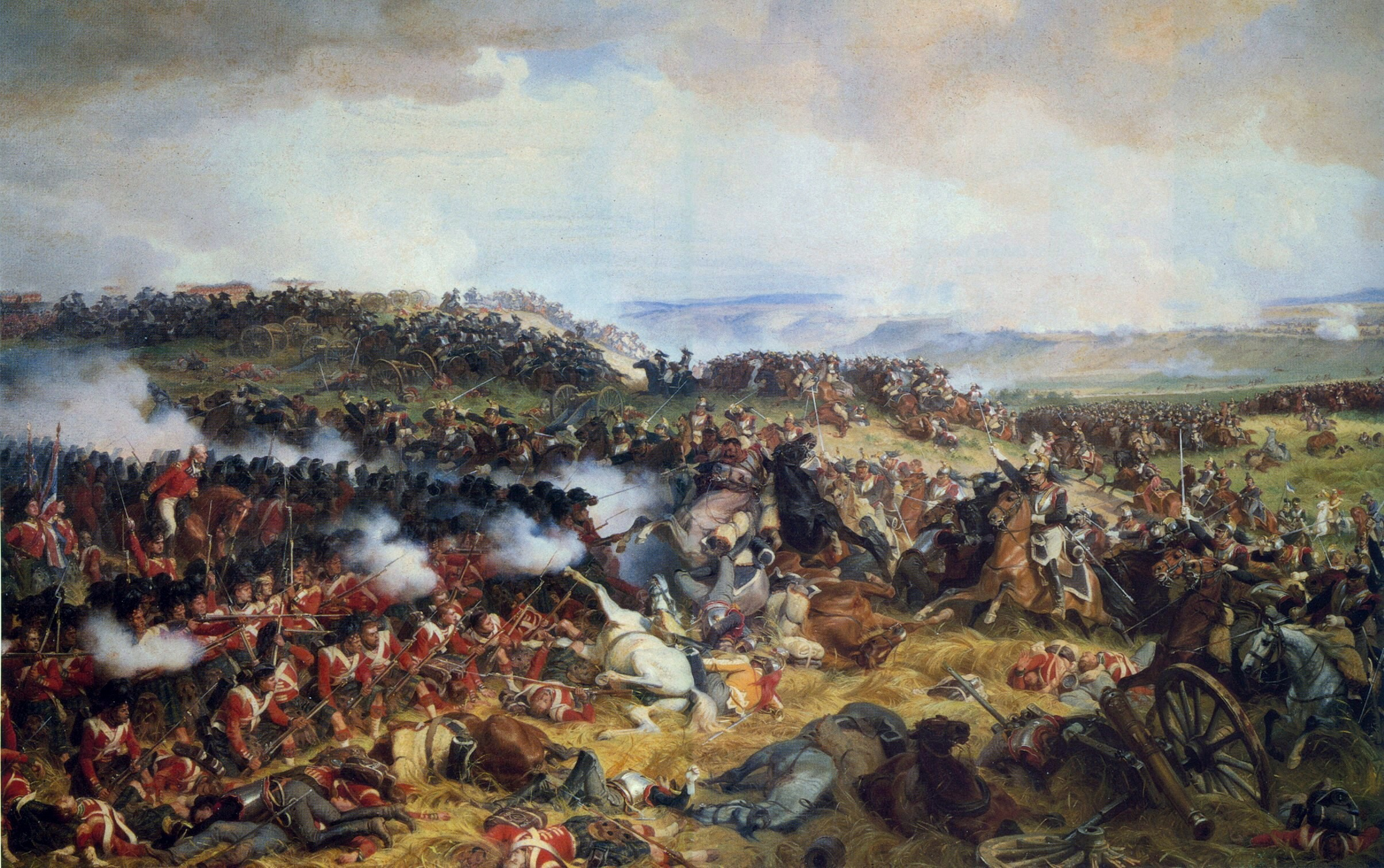
ワーテルローの戦いにおいて、フランスの胸甲騎兵が、イギリスの方陣に突撃する。

密集陣形 - ファランクス
ファランクスの軍事教義では戦闘隊形として方陣を採用していた。これはギリシア諸国において盛んに用いられ、手持ちの大盾を、最前列の兵士は前面に、後列の兵士は上方に並べ持ち、槍をその隙間から出して戦った。陣形は16名を16列配置した方陣を基本的な戦闘単位としており、この方陣8個を8列配置してファランクスの方陣を構成していた。その圧倒的な突撃力は会戦における正面戦闘では無類の強さを発揮し、マケドニア王国のアレクサンドロス3世（大王）は騎兵部隊と併用して運用、歴史的な戦果を挙げた。一方でその性質上、非正規戦には不向きであり、また緊密な密集隊形であるが故に柔軟性や機動性に欠け、一度側面を突かれると脆いという脆弱性を持っていた。
斜線陣
相対するファランクスを崩壊させるためにテーバイの将軍エパメイノンダスが改良を加えて、レウクトラの戦いにおいて創作した陣形。ファランクスの最右翼（敵側から見て最左翼）は兵士にとっては槍を携える利き腕側になり、盾の防御がない。ここを狙った側面攻撃に弱いことから、通常は屈強な兵士を配置するが、これに対抗するため、自軍の最左翼に兵力を集中させるのが斜線陣である。
ローマ式陣形 - レギオー
レギオーはローマ軍団を表す言葉で、中隊歩兵陣形とも呼ばれる。共和政後期には3列に並ぶ陣形が組まれた。これは、ガリア人の散開戦術に度重なる敗戦を強いられたローマ軍が対抗策として発案したものである。その根幹はファランクスにはない隊列の柔軟さで、散開による包囲殲滅に移れる事と、3列に並んだ兵士を必要に応じて入れ替えることで得られる持久力にあった。代償として突進力はやや犠牲になったが、軍団兵による投槍や補助兵からなる弓兵と投石兵の射撃、さらには工兵が運用する投石器やバッリスタによる飛び道具を中心とした援護によってそれをカバーした。この時代の軍兵運用に芸術的な才能を発揮したのはカルタゴの将軍ハンニバルであり、2000年以上経た現在でも彼の戦術は研究対象として各国の軍隊組織から参考にされている。
テストゥド
古代ヨーロッパの陣形。特にそれを構成する個々の隊列を指す。ガリア人や共和政および帝政ローマで用いられた。大盾を装備した歩兵が密集隊形を組み、最前列の兵士が前面に盾を構え、後方の兵士が盾を掲げた状態で行軍する。古代ギリシアのファランクスと同様、一部隊全てが盾による防護を得る事で、弓矢や投石などの飛び道具に対して高い防御力を発揮した。一方で機動力の低さや白兵戦への速やかな移行が難しいなどの短所も存在し、カルラエの戦いではパルティアの弓騎兵（パルティアンショット）と重装騎兵の波状攻撃に苦戦を強いられている。
テルシオ
銃火器が普及しはじめた近世ヨーロッパの陣形でスペイン方陣とも呼ばれる。長槍兵を方形に並べ突撃に対する防御とし、周りに配置した弓兵・銃兵で攻撃を加える陣形。攻防バランスの取れた陣形だが、白兵戦となるまで槍兵は積極的な攻撃には参加できず、逆に乱戦時には長槍が使いにくくなるという欠点がある。そのため、銃兵にもある程度は接近戦での戦闘力を付加できる銃剣の誕生と共に廃れることとなるが、テルシオの名称そのものはスペイン外人部隊にて現代も使用されている。
方陣
近代初頭における歩兵の代表的陣形。二列または三列で正方形を組む。前列は片膝を付き後列は直立、三列目がある場合は二列目の兵士の間から狙撃する。この陣形はどの面から攻撃されても味方によって射角が阻まれることが少ないため、極めて高い防御力を発揮できる。
カラコール
単発フリントロック式ピストルが登場したことにより、乗馬歩兵の一種たる竜騎兵による一撃離脱の戦法が開発された。理論上は騎兵隊による機動力を利用し敵兵に一方的な攻撃を仕掛けられる事が期待されたが、実際には歩兵に対して有効な打撃とならず、むしろ自身の反転時に歩兵のマスケット銃で狙い撃ちされることのほうが多かった。
大陸軍の陣形（ナポレオン1世）
ライフル銃や機関砲、大砲の登場以降、火線を構築する目的での部隊配置としての陣形法が研究されることになった。構築陣地においては敵の接近や侵入を効率的に制圧するために機関砲や大砲による火線に死角が生じないように部隊配置することが重視された。

### 海軍・空軍における陣形
伝統的に海軍は海戦においては単横陣と単縦陣に展開して戦闘を行っていた。これは一列に並ぶことで艦隊の指揮統制を簡略にするだけではなく、各艦艇の火力の使用を相互に妨げないための陣形であった。正面の敵に対して攻撃を行う場合、単横陣で前進した後に90度回頭して単縦陣になることで全ての艦艇の火砲を目標に志向させ、優位に立つことが可能である。これは丁字戦法(crossing the T)と呼ばれる陣形転換であり、実践された事例として普墺戦争でのリッサ海戦、日露戦争での日本海海戦、太平洋戦争でのスリガオ海峡海戦などを挙げることができる。ただし、ミサイルによる海上戦闘ではこのような砲戦を想定した艦隊運動を行うことはない。第二次世界大戦からは航空母艦や戦闘指揮艦を護衛するために艦艇が輪形陣を形成し、航空機による攻撃を効率的に排除する上で有効な対空砲火陣形、また対潜警戒陣形として実践されており、このような艦艇の配置が現代の海戦術の問題となっている。
空軍の航空作戦においては航空管制の下で多数の航空機を管理することで、航空事故の発生を防いでいる。それと同時に航空機を陣形として配置することも行われており、第二次世界大戦ではアメリカ陸軍の航空隊では爆撃機の安全を確保するために方陣に展開していた。現在でも航空戦においていくつかの陣形は重要な陣形で在り続けている。戦闘機は対航空戦で相互に援護できるように編隊飛行を行う。これは複数の航空機が一定の間隔と位置関係を保つ飛行であり、状況や作戦に応じて間隔や位置を変化させることで、索敵や機動を容易にすることができる。
- 海戦術
  - ガレー船時代の海戦戦術
  - 帆船時代の海戦戦術
  - 蒸気船時代の海戦戦術

## 文献情報
- 中井義明「第七講 重装歩兵戦術の問題(1)」（PDF）『西洋文化史概説』2007年度 春,第7回第1号、同志社大学オープンコースプロジェクト文学部、2007年、51頁。
- 清水龍雄「戦略学序説II」『研究紀要』第13号、豊橋創造大学、1996年3月、87-97頁、ISSN 0289-6206、NAID 120005567552。
- Dupuy, R. E. and T. N. Dupuy. 1985. The encyclopedia of military history. 2d ed., rev. New York: Harper and Row.
- Hackett, J. 1983. The profession of arms. New York: Harper and Row.
- Keegan, J. 1987. The mask of command. New York: Viking Penguin.
- Perret, G. 1989. A country made by war. New York: Random House.